# Brian Mitchell (football américain, 18 août 1968)
Pour les articles homonymes, voir Brian Mitchell.
(en) Statistiques sur pro-football-reference
Brian Keith Mitchell, né le 18 août 1968 à Fort Polk en Louisiane, est un joueur américain de football américain.
Running back et kick returner après avoir joué quarterback à l'université de Louisiane à Lafayette, il a été drafté au 5e tour en 1990 par les Redskins de Washington. Il a joué pour les Redskins de Washington (1990-1999), les Eagles de Philadelphie (2000-2002) et les Giants de New York (2003) en National Football League (NFL). Il a remporté le Super Bowl XXVI.
Il est actuellement 2e joueur de la NFL en nombre de yards gagnés avec 23 330, derrière le wide receiver Jerry Rice.